# Boban Marjanović
Boban Marjanović, en serbi ciríl·lic: Бобан Марјановић; (Boljevac, Sèrbia, 15 d'agost de 1988) és un jugador de bàsquet serbi que juga a Dallas Mavericks de l'NBA i a la selecció de Sèrbia. Fa 2,23 m i juga a la posició de pivot.

## Trajectòria professional

### Europa
Boban Marjanović va començar a jugar a bàsquet a les categories inferiors del club Rtanj de Boljevac. Amb 14 anys, va ingressar a les categories inferiors del club serbi del Hemofarm, arribant a jugar al primer equip el 2006. Va jugar amb aquest equip durant 4 anys, fins a 2010, excepte el 2007, any en què va ser cedit al Swisslion Takovo.
L'estiu de 2010 va ser fitxat per l'equip rus del CSKA Moscou, a causa de la insistència del seu entrenador Duško Vujošević, però quan aquest va ser acomiadat, Marjanović tampoc va tenir lloc en l'equip i al cap de poc va ser cedit al club lituà del Žalgiris Kaunas. L'any 2011 va tornar a Rússia per fitxar pel Nizhny Novgorod, on va romandre fins a principis de 2012, any en què va retornar a Sèrbia per jugar en el Radnički Kragujevac fins al juliol del 2012 en què va fitxar pel Mega Vizura, on va començar a destacar. La temporada 2012-13 de la Lliga sèrbia va ser triat MVP.
Això li va valer per signar l'any 2013 un contracte de dues temporades per l'Estrella Roja de Belgrad on va guanyar 2 Copes sèrbies i s'acabaria consagrant com un gran jugador.
La temporada 2014-15, Marjanović va fer una mitjana de amb l'Estrella Roja, 10,2 punts i 7,6 rebots a la Lliga de l'Adriàtic, i 20.0 punts i 9.0 rebots als partits disputats a la Lliga sèrbia. També va destacar a nivell europeu i mundial realitzant una gran Euroliga amb una mitjana de 16.6 punts i 10.7 rebots per partit, actuacions que li van valer per ser el jugador amb millor valoració de l'Euroliga.
Aquest gran moment de joc el va dur a ser fitxat el 17 de juliol del 2015 pels San Antonio Spurs per a la temporada 2015-16 de l'NBA amb un contracte d'un any d'$1.2.
 No obstant això, després de signar per l'equip texà, i per tenir cura d'una lesió en el peu esquerre, se li va prohibir jugar amb Sèrbia l'Eurobasket 2015.

### San Antonio Spurs
Marjanović va fer el seu debut en l'NBA la nit del 30 d'octubre de 2015, en un partit que el seu nou equip, els San Antonio Spurs, va jugar contra els Brooklyn Nets. Només va jugar 4 minuts, però va anotar 6 punts i va atrapar 5 rebots.
No obstant això, a causa dels pocs minuts que va poder gaudir al començament de la lliga, al desembre de 2015, els Spurs van decidir enviar al pivot serbi al seu equip vinculat de la D-League, els Austin Spurs, perquè el jugador pogués gaudir dels minuts que no tenia en l'NBA. En aquest equip només va jugar 2 partits, però amb unes espectaculars mitjanes de 25 punts, 11 rebots i 3,5 assistències.
Va tornar a ser convocat pels San Antonio Spurs el 6 de desembre, i, l'endemà, va anotar 18 punts (8 de 10 en llançaments de 2) en la victòria per 119-68 sobre els Philadelphia 76ers.
El 28 de desembre va ser un dels jugadors més destacats en la victòria contra els Minnesota Timberwolves, sortint de la banqueta va ser rebulsiu amb Tim Duncan lesionat i LaMarcus Aldridge limitat a només sis punts. Marjanović va anotar 17 punts amb un 7-de-7 amb tirs de camp en només 14 minutes i va ajudar a augmentar el record de la franquícia de victòries seguides a casa a 27 partits consecutius. Dos dies després a la victòria davant els Phoenix Suns, es va convertir en el primer jugador de la història dels Spurs en recollir 12 rebots en 15 minutes o menys.

### Detroit Pistons
El juliol de 2016, Marjanović va signar un contracte de tres anys amb els Detroit Pistons per 21 milions de dòlars.

## Carrera com a actor
Marjanović va fer un cameo com a Jānis Krūmiņš en el film serbi d'esports de 2015 We Will Be the World Champions. El 2019 va interpretar un assassí anomenat Ernest que cita La Divina Comèdia de Dante Alighieri en el thriller d'acció John Wick: Chapter 3 - Parabellum, i en aquest lluita contra John Wick a la Biblioteca Pública de Nova York i acaba sent derrotat.